# Я обвиняю (фильм, 1941)
«Я обвиняю» (нем. Ich klage an) — немецкий пропагандистский фильм 1941 года об эвтаназии. Продюсерами фильма выступили Генрих Йонен и Эвальд фон Демандовски, а режиссёром — Вольфганг Либенайнер.
После войны фильм был запрещен союзниками. Сегодня его показ в Германии разрешён только в учебно-просветительских целях с обязательным вступительным словом киноведа или историка.
Копии фильма хранятся в Федеральном архиве Германии, в Немецком киноинституте во Франкфурте-на-Майне, в Потсдамском музее кино, а также в Госфильмофонде России.

## Сюжет
Молодая женщина, страдающая рассеянным склерозом, умоляет врачей убить её. Её муж, успешный врач, даёт ей смертельную передозировку и предстаёт перед судом, где выдвигает аргументы, что продление жизни иногда противоречит природе и что смерть — это не только право, но и долг.

## В ролях
- Пауль Хартман — профессор Томас Хейт
- Хайдемари Хатейер — Ханна жена профессора Томаса Хейта
- Матиас Виман —Бернхард Ланг доктор
- Маргарита Хааген — Берта
- Харальд Паульзен — Эдуард Штреттер
- Шарлотта Тиле — доктор Барбара Буркхард
- Ханс Нильсен — доктор Хёфер